# Големият трек
„Големият трек“ (на африкаанс: Die Groot Trek) е термин, обозначаващ масовата миграция на бурското население от Капската провинция в периода от 1835 г. до 1841 г. Бурите, които участват в „Големия трек“, се идентифицират като фортрекери (voortrekkers), което означава „пионери“ или „пътеводители“ (буквално „предни трекери“) на нидерландски и африкаанс.
Причина за „Големия трек“ е анексията на тази провинция от Великобритания през 1814 г. В резултат от това бурското население започва да губи своето доминиращо положение в провинцията. Английският език е обявен за официален език, въведено е британското право, предвиждало равнопоставеност между представителите на отделните раси. През 1833 г. е отменено робството в Британската империя, с което много бури са лишени от начина си на препитание.
С цел да се освободят от британското влияние, през 1835 г. компактни маси от бурското население се изселват в северна посока. Основната част от тях пресичат Оранжевата река, като някои продължават на север, а други се насочват към Натал, където през 1839 г. възниква първата бурска република под името Наталия. Последните скоро са принудени от нападенията на зулусите да се заселят в района между реките Ваал и Оранжевата река, където по-късно възниква бурска република под името Оранжева свободна държава.
Бурската миграция е съпроводена от сблъсъци с местното население, преди всичко със зулусите. През 1838 г. кралят на зулусите успява да изтреби 282 бурски заселници, от които 185 деца и 250 техни африкански спътници. Следва наказателна експедиция на бурите, предвождана от Андрис Преториус, в резултат на което зулусите са решително победени в битката при Блъд Ривър.
Изтласкването на местното черно африканско население от белите колонисти става причина за съществени миграциони процеси в целия Африкански юг. Това е съпроводено с военните неуспехи на силното зулуско кралство, водещи да неговото отслабване, което в крайна сметка спомага за подчиняването му на британската власт.